# Nothing Really Matters
«Nothing Really Matters» — песня американской певицы Мадонны из её 7-го студийного альбома Ray of Light. Песня написана Мадонной с Патриком Леонардом. Продюсерами песни стали сама Мадонна, Орбит и Marius De Vries. Песня была выпущена в качестве 5-го и последнего сингла с альбома Ray of Light. Дата выпуска — 2 марта 1999 года. Лейбл — Maverick. Текст песни рассказывает о творческом процессе Мадонны, во время которого люди критиковали и осуждали её. По словам Мадонны, песня вдохновлена её дочерью Лурдес.
Песня получила в основном положительные отзывы от музыкальных критиков, которые высоко оценили лирику песни. После выпуска сингла песня имели скромный успех в чарте Billboard Hot 100, где она заняла 93-юю позицию, и это стало самой низкой пиковой позицией для Мадонны в то время. Но несмотря на это, песня заняла пик на 1-й строчке в Hot Dance Club Play. В международных чартах песня заняла пиковые позиции в топ-10 в Канаде и Финляндии, а в Испании песня заняла 1-ю строчку чарта.
Музыкальное видео было создано Джоном Ренком, а сама идея видео была вдохновенна книгой «Мемуары Гейши». В клипе Мадонна изображала гейшу. Костюмы были спроектированы Жаном-Полем Готье, которые кроме видео использовались в мировом туре Мадонны Drowned World Tour. Песня исполнялась на церемонии «Грэмми» в 1999 году. Во время исполнения Мадонна была одета в костюм гейши.

## Оценки критиков
Как уже было сказано, «Nothing Really Matters» получила положительные отзывы. Стивен Томас Эрлевайн из AllMusic выделил эту песню как «самую выдающуюся в альбоме». Однако песня получила всего 2 звезды из 5. В своем ревью Jose F. Promis сказал, что песня немного «тепловатая», и назвал эту песню «интересным синглом». Также он оценил ремиксы, назвав их «удивительными». Bryan Lark из The Michigan Daily не дал ни позитивного, ни негативного отзыва, и заявил, что сам альбом Ray of Light — это противопоставление прошлого, и сказал, что «Nothing Really Matters» — это движение вперед.
David Browne из Entertainment Weekly сказал, что параллельно с песней «Skin», «Nothing Really Matters» — это «совмещение жестких битов и синтезаторов, создающих романтическое впечатление». A.V. Club описал песню, как «пыхтящую», добавив, что эта песня могла «играть на танцполах многие годы». Wordpress.com сказал, что «песня имеет захватывающую визуальную интерпретацию, и это заставляет вас видеть песню в новом свете». Но несмотря на все это, Enio Chiola из PopMatters сказал, что вместо «Nothing Really Matters» надо было выпустить песню «Skin», и что Мадонна не предусмотрела последствия выпуска синглом «The Power of Goodbye» и «Nothing Really Matters».

## Путь в чартах
Песня имела пик на 25 ступени в US Pop Songs. Спустя шесть недель песня дебютировала на 93 строчке в чарте Billboard Hot 100. В этом чарте песня продержалась только 2 недели. Из этого можно сделать вывод, что эта песня стала синглом с самой низкой позицией в Billboard Hot 100 в то время. Также песня заняла 1-ю позицию в Hot Dance Singles Sales Chart. Множество фанатов певицы обвиняли в неуспехе сингла лейбл Warner Bros.
В мировом чарте песня имел скромный успех. В Британии песня заняла 7-ю позицию в UK Single Chart 13 марта 1999 года и пробыла в чарте 9 недель. Согласно The Official Charts Company, «Nothing Really Matters» была продана в количестве 128 137 копий в Британии на август 2008 года. «Nothing Really Matters» имеет серебряную сертификацию от British Phonographic Industry (BPI) за отгрузку в размере 200 тысяч копий. В Австралии песня достигла 15-й позиции. В Новой Зеландии песню ждал больший успех — песня достигла 7-й позиции Новозеландского чарта. В Европе песне удалось войти в топ-40, включая страны: Австрия, Бельгия, Финляндия, Нидерланды, Швеция и Швейцария.

## Музыкальное видео
Музыкальное видео было создано Джоном Ренком. Съемка проходила с 9-10 января 1999 года. Студия — Silvercup Studios. Место — Лонг Айленд Сити. Видео навеяно книгой «Мемуары Гейши». В видео Мадонна предстает в роли гейши. В руках она держит то, что похоже на ребёнка, но на самом деле — это мешок с водой. Это символизирует всё, что материализуется. Поочередно идут кадры того, что Мадонна одета в красное кимоно и танцует в ритм песни. Другая часть показывает нам одетых в белое шведов азиатского наследия, танцующих танец «буто». Эта часть была снята в Стокгольме.
Кимоно спроектировал Жан-Поль Готье. Оно же использовалось во время Drowned World Tour и во время исполнения песни на 41 церемонии «Грэмми» в 1999 году.

## Трек листы и форматы
US 7" vinyl, CD single (7-17102)(9 17102-2)
1. «Nothing Really Matters» (Album Version) — 4:27
2. «To Have and Not to Hold» — 5:23

UK cassette single (5439 16997 4)
1. «Nothing Really Matters» (Album Version) — 4:27
2. «Nothing Really Matters» (Club 69 Radio Mix) — 3:45

European 12" vinyl (9362 44625 0)
1. «Nothing Really Matters» (Album Version) — 4:27
2. «Nothing Really Matters» (Club 69 Vocal Club Mix) — 7:51
3. «Nothing Really Matters» (Club 69 Future Mix) — 8:19
4. «Nothing Really Matters»(Kruder & Dorfmeister Remix) — 11:10

European CD single (9362 44622 2)
1. «Nothing Really Matters» (Club 69 Future Mix) — 8:19
2. «Nothing Really Matters» (Club 69 Funk Mix) — 8:00
3. «Nothing Really Matters» (Vikram Remix) — 8:37
4. «Nothing Really Matters» (Club 69 Mix Show Mix) — 5:40

Australian CD single (93624 46202)
1. «Nothing Really Matters» (Album Version) — 4:27
2. «Nothing Really Matters» (Club 69 Radio Mix) — 3:45
3. «Nothing Really Matters» (Club 69 Vocal Club Mix) — 7:51
4. «Nothing Really Matters» (Kruder & Dorfmeister Remix) — 11:10

UK 12" vinyl (9362 44624 0)
1. «Nothing Really Matters» (Club 69 Future Mix) — 8:19
2. «Nothing Really Matters» (Club 69 Future Dub) — 5:48
3. «Nothing Really Matters» (Kruder & Dorfmeister Remix) — 11:10
4. «Nothing Really Matters» (Club 69 Radio Mix) — 3:45

UK CD single 1 (W471CD1)
1. «Nothing Really Matters» (Album Version) — 4:27
2. «Nothing Really Matters» (Club 69 Radio Mix) — 3:45
3. «Nothing Really Matters» (Kruder & Dorfmeister Remix) — 11:10

UK CD single 2 (W471CD2)
1. «Nothing Really Matters» (Club 69 Radio Mix) — 3:45
2. «Nothing Really Matters» (Club 69 Future Mix) — 8:19
3. «Nothing Really Matters» (Club 69 Future Dub) — 5:48

Japanese CD Maxi-single (WPCR-10298)
1. «Nothing Really Matters» (Club 69 Future Mix) — 8:19
2. «Nothing Really Matters» (Club 69 Funk Mix) — 8:00
3. «Nothing Really Matters» (Vikram Radio Remix) — 7:42
4. «Nothing Really Matters» (Club 69 Mix Show Mix) — 5:40

## Персонал записи
- Вокал — Мадонна
- Бэк-вокал — Donna DeLory, Niki Haris
- Ударные — Steve Sidelnyk
- Аудиоинженеры — Mark Endert, Jon Ingoldsby, Patrick McCarthy, Dave Reitzas, Matt Silva
- Мастеринг — Ted Jensen
- Арт-директор, дизайн — Kevin Reagan
- Фотограф — Luis Sanchez

## Позиции в чартах
| Чарт(1999)                         | Пиковая позиция |
| ---------------------------------- | --------------- |
| Australia (ARIA)                   | 15              |
| Austria (Ö3 Austria Top 75)        | 29              |
| Belgium (Ultratop 50 Flanders)     | 43              |
| Belgium (Ultratop 40 Wallonia)     | 39              |
| Canada (Canadian Hot 100)          | 6               |
| European Hot 100 Singles           | 16              |
| Finland (Suomen virallinen lista)  | 6               |
| France (SNEP)                      | 48              |
| Germany (Media Control AG)         | 38              |
| Ireland (IRMA)                     | 28              |
| Italy (FIMI)                       | 7               |
| ТNetherlands (Dutch Top 40)        | 34              |
| New Zealand (RIANZ)                | 7               |
| Spain (PROMUSICAE)                 | 1               |
| Sweden (Sverigetopplistan)         | 41              |
| Switzerland (Schweizer Hitparade)  | 26              |
| U.S. Billboard Hot 100             | 93              |
| U.S. Billboard Hot Singles Sales   | 27              |
| U.S. Billboard Pop Songs           | 25              |
| U.S. Billboard Hot Dance Club Play | 1               |
| UK Singles Chart                   | 7               |

## Сертификация
| Страна         | Сертификация | Продажа\отгрузка |
| -------------- | ------------ | ---------------- |
| Великобритания | Серебро      | 200,000          |

## Релиз
| Страна | Дата           |
| ------ | -------------- |
| Европа | 2 марта 1999   |
| США    | 13 апреля 1999 |
| Япония | 21 апреля 1999 |